# You and I
You and I (Poznat i kao Finding t.A.T.u.) ruski je film, započet u ožujku 2007. godine. Bazira se na noveli t.A.T.u. Come Back. 
Dvije mlade djevojke, Janie iz SAD-a (Shantel VanSanten) i ruskinja Lana (Mischa Barton), zaljube se nakon t.A.T.u. koncerta i upadnu u mračan i opasan svijet pun droge i ubojstva. 
Premijera filma bila je 25. siječnja 2011. u Rusiji i 31. siječnja 2012. u SAD-u.

## Glumci
- Mischa Barton – Lana Starkova
- Shantel VanSanten – Janie Sawyer
- Anton Jelčin – Edvard Nikitin
- Alex Kalužsky – Dima
- Charlie Creed-Miles – Ian
- Igor Desjatnikov – Ivan
- Lena Katina – samu sebe
- Yulia Volkova – samu sebe
- Aleksandr Bjelonogov – Max
- Helena Mattsson – Kira
- Jekaterina Malikova – Marina

## Vanjske poveznice
- Službena ruska stranica  Arhivirana inačica izvorne stranice od 22. siječnja 2011. (Wayback Machine) youandifilm.ru
- Službena engleska stranica  Arhivirana inačica izvorne stranice od 19. svibnja 2008. (Wayback Machine) youandithemovie.com